# 東京ディズニーシーで終了したエンターテイメントの一覧
東京ディズニーシーで終了したエンターテイメントの一覧（とうきょうディズニーシーでしゅうりょうしたエンターテイメントのいちらん）は、これまでに東京ディズニーシーで実施されてきたショーやパレードの一覧である（スペシャルイベントは除く）。
現在公演されているショーやパレードの一覧については、東京ディズニーシーのエンターテイメントの一覧を参照のこと。

## メディテレーニアンハーバー

### ポルト・パラディーゾ・ウォーターカーニバル
- 公演場所：メディテレーニアンハーバー
- 公演時間：約30分
- 公演回数：1日1回（Eterno開催期間は1日2回）
- 公演期間：2001年9月4日〜2006年5月7日

### ディズニーシー・シンフォニー
- 公演場所：メディテレーニアンハーバー
- 公演時間：約15分
- 公演回数：1日1回
- 公演期間：2001年9月4日〜2004年4月22日

### ブラヴィッシーモ!
- 公演場所：メディテレーニアンハーバー
- 公演時間：約分
- 公演回数：1日1回
- 公演期間：2004年7月17日〜2010年11月13日

### リドアイル・ミート&スマイル
- 公演場所：リドアイル
- 公演時間：約20分
- 公演回数：1日1回
- 公演期間：2001年9月4日〜2006年7月9日

『リドアイル・ミート&スマイル』 (LidoIsle Meet & Smile) は、メディテレーニアンハーバーの「リドアイル」で開催されていたショーである。
ディズニーシー・トランジットスチーマーラインを改造した船に、ミッキーマウスをはじめ、各テーマポートを代表するディズニーキャラクター達が乗って来てリドアイルで降りて、リドアイルであいさつをしたり、ダンスを披露するという内容だった。強風や悪天候の場合は、船から降りずそのまま通過してしまうこともあった。
2002年9月3日から2002年10月20日の間は、『東京ディズニーシー1stアニバーサリー・セレブレーション』がリドアイルで開催されたため、『リドアイル・ミート&スマイル』はピアッツァ・トポリーノで開催された。『東京ディズニーシー1stアニバーサリー』は2002年9月4日からであるが、9月3日にはスニークプレビューが行われたため、リドアイル・ミート&スマイルの開催場所も変更になっている。
また、『東京ディズニーシー1stアニバーサリー』の期間を境に、内容が変更になっている。
各テーマポートと代表するキャラクター
- 東京ディズニーシープラザ … ミッキーマウス、ドナルドダック、プルート
- メディテレーニアンハーバー … 『ピノキオ』のピノキオ、ゼペット
- アメリカンウォーターフロント
  - ニューヨーク … ミニーマウス
  - ケープコッド … デイジーダック

- マーメイドラグーン … 『リトル・マーメイド』のエリック王子、マックス
- ポートディスカバリー … グーフィー、チップとデール
- アラビアンコースト … 『アラジン』のアラジン、ジャスミン、アブー

### ミート&スマイル
『ミート&スマイル』 (Meet & Smile) は、2006年7月14日からメディテレーニアンハーバーのリドアイルとピアッツァ・トポリーノで開催されたショーであった。
TDS10周年開催に合わせ、2011年4月3日に終了とのアナウンスがされたが、東日本大震災の影響でTDSが休園となったため、実質的に震災当日の2011年3月11日が最終公演となった。
内容は「東京ディズニーリゾート25周年のテーマソング「魔法の鍵 〜The Dream Goes On」とともに、新たなコスチュームに身を包んだミッキーマウス、ミニーマウス、ドナルドダック、デイジーダック、グーフィー、チップ、デールと、各テーマポートからディズニーの仲間たちが、ゲストに挨拶しにきます。」というものであった。
2008年4月1日より、東京ディズニーリゾート25周年に合わせ、ダッフィー、『ふしぎの国のアリス』のキャラクター、『南部の唄』のキャラクターも挨拶しに来るようになった。また、25周年記念として、衣装の25周年Verへの変更と「魔法の鍵 〜The Dream Goes On」をベースとした音楽への変更がなされた。
その後は登場キャラクターの小変更が度々行われており、時期によりピノキオやリロ・アンド・スティッチなどのキャラクターが登場した。
2009年4月15日より、衣装が25周年バージョンでない新たなものに変更された（楽曲は同一で現在ではCDもリリースされている）。25周年期間以降のTDR内で「魔法の鍵 〜The Dream Goes On」を25周年以降も採用する唯一の場所である。
雨の日や風の強い日などは、内容が変更される。主に変更される点としては、キャラクターが船から下船してこないというものである。
なお、最大風速が14メートルを超えると、音響設備の用意ができないため船よりの音楽のみでの開催になる。上陸はない。最大風速が16メートルを超えると船の安全航行ができないため、ショー自体が中止される。
- 公演場所：リドアイル
- 公演時間：約15分
- 公演回数：1日1回

また、キャラクターたちがピアッツア・トポリーノまで歩いてきてショーを行うバージョンもあった。2007年6月まではアトモスフィア・エンターテイメント扱い（開催時間非公表）で、1日に数回開催されていたが、同年7月1日より開催時刻が公表されるようになった。
- 公演場所：ピアッツァ・トポリーノ （ミッキー広場）
- 公演時間：約15分
- 公演回数：1日2回

### レジェンド・オブ・ミシカ
- 公演場所：メディテレーニアンハーバー
- 公演時間：約30分
- 公演回数：1日1回
- 公演期間：2006年7月14日〜2014年9月7日

### カムジョイン・ユア・フレンズ
ジェラトーニが初登場したショー。新しいグリーティングショーということであったが、公演は2016年のみである。ショーは旅の途中のミッキーマウスが呼びかけて集まったディズニーの仲間たちと南イタリアの住民たちが集って、ゲストとリズムに合わせてポーズをしたり、イタリアの挨拶で親睦を深めるというもの。また、ミッキーマウス、ミニーマウス、プルート、 ドナルドダック、デイジーダック、グーフィー、マックス、チップ、デール、クラリスがショーに登場する。
公演情報
- 公演場所：メディテレーニアンハーバー
- 公演時間：約20分
- 公演回数：1日2～3回
- 公演期間：2016年1月12日～4月10日
- 出演者数：約20人
- 出演キャラクター：ミッキーマウス、ミニーマウス、プルート、ダッフィー、シェリーメイ、ジェラトーニ、ドナルドダック、デイジーダック、グーフィー、マックス、チップ、デール、クラリス

### ファンタズミック！
- 公演場所：メディテレーニアンハーバー
- 公演時間：約20分
- 公演回数：1日1回～2回
- 公演期間：2011年4月28日〜2020年3月25日[4]

### ミッキー＆フレンズのハーバーグリーティング
『ミッキー＆フレンズのハーバーグリーティング』 (Mickey ＆ Friends Harbor Greeting) は、2020年9月1日から2021年9月3日まで、メディテレーニアンハーバーで行われたグリーティングショー。2020年7月1日から8月31日まではアトモスフィア扱いで時間非公開で公演された。
- 公演場所：メディテレーニアンハーバー
- 公演時間：約10分
- 公演回数：1日1回～2回
- 公演期間：2020年9月1日〜2021年9月3日

以下の期間は季節限定バージョンを公演。
- 2020年11月10日～12月25日 - クリスマスバージョン[5]
- 2021年1月1日～31日 - 和服姿で登場するお正月バージョン[6]
- 2021年5月12日～6月30日 - うさぴよ（ディズニー・イースターに登場するキャラクター）も登場する特別バージョン[7]

## アメリカンウォーターフロント

### セイルアウェイ
- 公演場所：ドックサイドステージ
- 公演期間：2001年9月4日〜2006年6月19日（休演期間有り）

### オーバー・ザ・ウェイブ
- 公演場所：ドックサイドステージ
- 公演期間：2006年7月14日〜2010年9月8日

### アンコール!
- 公演場所：ブロードウェイ・ミュージックシアター
- 公演期間：2001年9月4日〜2006年7月4日（休演期間あり）

『アンコール!』 (Encore!) は、アメリカンウォーターフロント内にある劇場「ブロードウェイ・ミュージックシアター」で行われたショーである。
アメリカのブロードウェイで行われていたミュージカルのメドレー形式になっている。一度リニューアルされ、構成などが新たに変更された。ちなみに、ハーバーサイド・クリスマス期の特別版、ニューイヤーズ・イヴ・セレブレーション時の特別版を除き、ディズニーのキャラクターの出演は一切無い。
特別版については、ハーバーサイド・クリスマス、および、ニューイヤーズ・イヴ・セレブレーションのページを参照されたし。
劇中の曲目は以下の通り。括弧内は作品名。なお、公演期間中に演目が増減しており、常にここに挙げた曲目が使用されていたわけではない。
- 1幕：大都会ニューヨークの中心　タイムズスクエアへようこそ
  - 「ブロードウェイの子守歌」（雨に唄えば）〜「ニューヨーク・ニューヨーク」（オン・ザ・タウン）〜「フォーティー・セカンド・ストリート」（42nd street）〜「パリのアメリカ人」（巴里のアメリカ人）〜「キャバレー」（キャバレー）〜「ガイズ&ドールズ」（ガイズ&ドールズ）〜「アニー」（アニー）〜「ニューヨーク・ニューヨーク」〜「フォーティー・セカンド・ストリート」〜「アイ・ガット・リズム」（クレイジー・フォー・ユー）
- 2幕：ミュージカルファンタジーの世界に棲む1人の作曲家の心
  - 「魅惑の宵」（南太平洋）〜「メイク・ビリーブ」（ショー・ボート）〜「君住む街角」（マイ・フェア・レディ）〜「サマータイム」（ポーギーとベス）〜「美女と野獣」（美女と野獣）〜「ゼイ・セイ・イッツ・ワンダフル」（アニーよ銃をとれ）
- 3幕：偉大なブロードウェイのダンサー達
  - 「スチーム・ヒート」（パジャマ・ゲーム）〜「オクラホマ!」（オクラホマ!）〜「マンボ」「アメリカ」（ウエストサイド物語）
- 4幕：ミュージカル・フィナーレ
  - 「すべての薔薇が花開く」（ジプシー）〜「アルゼンチンよ泣かないで」（エビータ）〜「メモリー」（キャッツ）〜「ハロー!ドーリー」（ハロー!ドーリー）〜「音楽と鏡」「ワン」（コーラスライン）〜「76本のトロンボーン」（ザ・ミュージックマン）〜「アイ・ガット・リズム」

### ショータイム・フレンズ
2009年8月13日より同年8月17日まで予定なく休演となったビッグ・バンド・ビートの代替として実施されたショー。
企業団体向けの貸し切りファンパーティの素材を使用した、ダンサーとディズニーキャラクターによるミニダンスショーである。
- 公演場所：ブロードウェイ・ミュージックシアター（提供：日本航空インターナショナル）
- 公演時間：約15分
- 定員：約1,500名
- 公演回数：1日2〜5回
- 公演期間：2009年8月13日〜同年8月17日

### ドナルドのボートビルダー
『ドナルドのボートビルダー』 (Donald's Boat Builders) はアメリカンウォーターフロント内にある「ケープコッド・クックオフ」にて開催されていたショーである。ゲストは先に食べ物を買ってから席に着き、食事しながら見られるようになっている。ここには複数の出入口が存在したが、レストランからショーブースへとつながる出入口しか開放されていないことが多かった。それ以外の出入口を出口専用として使用していたこともある。
内容は、ミッキーマウス・グーフィーとドナルドダックのパターンとチップ&デールとドナルドダックのパターンの後、ディズニーの短編アニメーションのダイジェストが建物内のモニタに流れる、というものである。なお、時間帯によっては、アニメーションの流れている時間が長くなる場合がある。
ミッキー、グーフィーとドナルドのパターン
ミッキーとグーフィーが、ドナルドが営んでいるフィッシングツアーに参加することになった。しかし、ドナルドの船は故障していたので、ミッキー指導の下、船の修理をすることに。ところが、ドナルドが煙突掃除中に持っていた箒を煙突の中に落としてしまい、結局船は故障してしまう、という内容。
チップ&デールとドナルドのパターン
船が故障してしまったので、しばらくフィッシングツアーを中止することにしたドナルド。そこにツアーに参加しようとチップ&デールがやってきた。壊れたボートを修理したら、ボートを貸してもらうという約束をして、修理をはじめる二人だったのだが、やっぱりいたずら心が抑えられず、いつものようにドナルドがしてやられる、という内容。
このショーには正確なタイムテーブルは存在せず、上記の2つの内容のステージを交互に繰り返して公演を行っている。
標準公演時間は基本的には11時頃から18時まで。営業時間、貸切イベントなどにより変更になる場合がある。
2010年1月11日をもって終了した。『ドナルドのボートビルダー』を開催していた場所では、2010年3月20日から2020年2月29日までダッフィーのショー『マイ・フレンド・ダッフィー』が公演されていた。
- 公演場所：ケープコッド･クックオフ（提供：日本コカ・コーラ株式会社）
- 公演時間：約30分
- 公演期間：2001年9月4日〜2010年1月11日

### ケープコッド・ステップアウト
- 公演場所：ケープコッド特設水上ステージ
- 公演時間：約20分
- 公演回数：1日3〜5回
- 公演期間
  - 2006年7月14日〜2007年10月29日（休演日設定有り）
  - 2008年4月29日〜2008年10月31日（休演日設定有り）

『ケープコッド・ステップアウト』 (Cape Cod Step Out) は、2006年7月14日から2007年10月29日と2008年4月29日から10月31日にアメリカンウォーターフロントのケープコッド特設水上ステージで開催されていたバンドとリバーダンスのショーである。ディズニーキャラクターの登場は無く、「Runaway」（ザ・コアーズ）、「The Dance You Choose」（アゼリン・デビソン）といったボーカル曲やリバーダンスの舞台音楽から「Reel Around The Sun」「American Wake」といった楽曲がアイリッシュバンドによって演奏され、アイリッシュ・ダンスを演じる。
東京ディズニーシー・シーズン・オブ・ハートと2007年の東京ディズニーシー・スプリングカーニバル開催中は、イベントの曲を演奏するスペシャルバージョンを公演した。
当初は5周年期間の2007年5月31日までの公演予定であったが、同年10月29日まで公演が延長された。いったん終演したが、2008年4月29日から2008年10月31日まで再公演が行われた。水上ステージは、2009年1月初旬に撤去された。
公演期間外と開催時間以外にアトモスフィア・エンターテイメント扱いで、バンドのみの演奏が水上ステージやケープコッド・クックオフの店内で1日数回開催されていた。

### テーブル・イズ・ウェイティング
- 公演場所：ドックサイドステージ
- 公演期間
  - 2008年9月12日～同年10月31日
  - 2011年4月28日～2017年3月17日

### マイ・フレンド・ダッフィー
- 公演場所：ケープコッド･クックオフ（提供：日本コカ・コーラ株式会社）
- 公演期間：2010年3月20日〜2020年2月29日

### ステラ・ルーのグリーティングドライブ
ステラ・ルーが、ミッキーマウス、ダッフィーと一緒に装飾が施されたビッグシティ・ヴィークルに乗車し、アメリカンウォーターフロントのニューヨークエリアを巡る、グリーティングプログラム。
なお、ステラ・ルーが登場するショーは、本ショーが初めてである。
- 公演場所：アメリカンウォーターフロント ニューヨークエリア
- 公演時間：約15分
- 公演回数：1日1～3回
- 公演期間：2017年4月4日～2017年8月31日

### ステップ・トゥ・シャイン
- 公演場所：ドックサイドステージ
- 公演期間：2017年7月11日～2018年3月19日

### ハロー、ニューヨーク!
- 公演場所：ドックサイドステージ
- 公演期間：2018年7月10日～2020年2月28日

### ジャンボリミッキー!レッツ・ダンス!
- 公演場所：ドックサイドステージ
- 公演期間：2022年4月1日～2025年6月1日

## ロストリバーデルタ

### サルサ!サルサ!サルサ!
- 公演場所：ユカタン・ベースキャンプ・グリル特設ステージ
- 公演時間：約30分
- 公演回数：1日5回〜6回（休演日設定有り）
- 公演期間：下記参照

『サルサ!サルサ!サルサ!』 (Salsa! Salsa! Salsa!) は、2006年7月14日からロストリバーデルタの「ユカタン・ベースキャンプ・グリル」内特設ステージで実施されているラテンバンドショーであった。（休演期間あり）
キューバから来日したサルサ・バンドが、パワフルでダンサブルな演奏を行った。ハーバーサイド・クリスマス開催中にはクリスマスソングも歌われることがあった。キャラクターの登場は無い。
当初は5周年期間だけの公演予定であったが、公演延期が行われた。
公式には「第何期」と明記されているわけではなく、便宜上の分類である。各時期の公演期間（前述のように休演日を含む）は以下の通り。
1. 第1期 カフェ・アマルゴ (Café Amargo) 2006年7月14日〜2006年12月10日
2. 第2期 ソーリー&トラヘヌエボ (Sory & Trajenuevo) 2006年12月13日〜2007年5月31日
3. 第3期 ダモーレ (D'Amores) 2007年6月1日〜2008年1月6日
4. 第4期 カルロス・イ・ス・グルーポ (Carlos y su Grupo) 2008年4月2日〜2009年1月6日
カルロス・イ・ス・グルーポのリーダーであるカルロスは、第2期のトラヘヌエボのメンバーとしても来日していた。
  - 「カルロス・イ・ス・グルーポ」は、ニューイヤーズ・イヴ・セレブレーション2009のメディテレーニアンハーバー・カウントダウン・セレブレーションのプレショーとして、キャラクターと船に同乗し、キューバ音楽やサルサアレンジのディズニーソングを演奏した。
5. 第5期 カルテット・ソン・デ・クーバ (Cuarteto Son de Cuba) 2009年4月4日〜2010年1月5日
メンバーの内の2人は、第4期の「カルロス・イ・ス・グルーポ」としても来日していた。
  - ニューイヤーズ・イヴ・セレブレーション2010のビッグジャムカウントダウンにて、ドックサイドステージで演奏した。

### ムジカ・メヒカーナ
- 公演場所：ミゲルズ・エルドラド・キャンティーナ特設ステージ
- 公演時間：約20分
- 公演回数：1日5回〜6回（休演日設定有り）
- 公演期間：下記参照

『ムジカ・メヒカーナ』 (Musica Mexicana) は、2006年7月14日からロストリバーデルタの「ミゲルズ・エルドラド・キャンティーナ」で実施されていたライブショーであった。
メキシコから来日したトリオがマリアッチ、ボレロを中心に、幅広い本格ラテン音楽（メキシコの音楽）を演奏する。ハーバーサイド・クリスマス開催中にはスペイン語のクリスマスソングが歌われることもある。ディズニー・ハロウィーン2010の期間中を除き、キャラクターの登場は無い。
当初は5周年期間だけの公演予定であったが、公演延期が行われた。
公式には「第何期」と明記されているわけではなく、便宜上の分類である。各時期の公演期間（前述のように休演日を含む）は以下の通り。
1. 第1期 ロス・トレス・レアレス (LOS TRES REALES) 2006年7月14日〜2006年12月10日
ロス・トレス・レアレスのCDをロストリバーアウトフィッターで販売していた。
2. 第2期 ロス・3・アミーゴス (LOS 3 AMIGOS) 2006年12月13日〜2007年5月31日
3は、トレスとスペイン語読みをする。ロス・3・アミーゴスは、2003年に開催されたホットラテンナイトの「ロス・トレス・アミーゴス」にも出演していた。
3. 第3期 トリオ・カサブランカ (TRIO CASABLANCA) 2007年6月1日〜2008年1月6日
4. 第4期 トリオ・アルマナケ (TRIO ALMANAQUE) 2008年4月1日〜2009年1月4日
  - 第4期の「トリオ・アルマナケ」は、以下のようにスペシャルイベントとして、ミゲルズ・エルドラド・キャンティーナ以外での演奏を披露している。
    - ディズニー・ア・ラ・カルト（2008年）のアトモスフィア・エンターテイメントとして、ドナルドダック、ホセ・キャリオカ、パンチートと共演した。この期間中、ムジカ・メヒカーナの公演回数は3回に減っている。
    - ディズニー・ア・ラ・カルト（2008年）のTV-CMに、その姿を見ることができる。
    - ニューイヤーズ・イヴ・セレブレーション2009のオーバー・ザ・ウェイブ・カウントダウン・スペシャルバージョンのプレショーとして、ドックサイドステージで演奏した。
5. 第5期 トリオ・ロス・カンタレシオ (TRIO LOS CANTARRECIO) 2009年4月1日〜2010年1月3日
メンバーの内の2人は、第3期の「トリオ・カサブランカ」としても来日していた。
  - 第5期の「トリオ・ロス・カンタレシオ」は、以下のようにスペシャルイベントとして、ミゲルズ・エルドラド・キャンティーナ以外での演奏を披露している。
    - ニューイヤーズ・イヴ・セレブレーション2010のビッグジャムカウントダウンにて、ドックサイドステージで演奏した。
6. 第6期 トリオ・ロス・カンタレシオ (TRIO LOS CANTARRECIO) 2010年4月1日〜2011年1月5日
メンバーは第5期と同じ。
  - ディズニー・ハロウィーン2010の『チップとデールのスケルトン・フィエスタ』に出演している。
  - ディズニー・ハロウィーン2010期間中のムジカ・メヒカーナには、チップとデール、クラリスの出演もある。また、月曜日、火曜日には、メリー・ムチャチョスの演奏でムジカ・メヒカーナが開催され、この期間中には休演日が無い。

### リズミック・ピミエントス
- 公演場所：ロストリバーデルタの路上
- 公演時間：約20分
- 公演回数：1日2〜3回（休演日設定有り）
- 公演期間：2006年7月14日〜2007年5月31日

『リズミック・ピミエントス』 (Rhythmic Pimientos) は、5周年の期間である2006年7月14日から2007年5月31日までレギュラーショー扱いにて、ロストリバーデルタの路上で実施されていたバンドショーである。陽気でクールなパフォーマンスとミュージックに合わせ、色鮮やかなコスチュームをまとった若者たちが踊る。ハーバーサイド・クリスマスと東京ディズニーシー・スプリングカーニバル開催中はスペシャルバージョンになった。基本的にキャラクターの登場は無い。（ただしハーバーサイド・クリスマス2006開催中はチップとデールが出演した）
レギュラーショー終了後も、アトモスフィア・エンターテイメント扱いで、1日5〜6回バンドのみの公演が行われていた。

### ミスティックリズム
『ミスティックリズム』（Mystic Rhythms）はロストリバーデルタのハンガーステージにて公演されていたショー。ショーはバンドの生演奏からスタート。一匹の蝶が出てきて精霊の世界へと誘われる。大地、水、火の精霊たちによるダンスやアクロバットが火や水などの特殊効果とともに披露された。
- 公演場所：ハンガーステージ
- 公演時間：約25分
- 公演回数：1日3〜6回
- 公演期間：2001年9月4日〜2015年4月5日

## アラビアンコースト

### プレシャストレジャー・オブ・アグラバー
- 公演場所：アラビアンコースト特設ステージ
- 公演時間：約15分
- 公演回数：1日4〜6回
- 公演期間：2006年7月14日〜2007年5月30日

『プレシャストレジャー・オブ・アグラバー』 (Precious Treasures of Agrabah) は、2006年7月14日から2007年5月30日までアラビアンコースト特設ステージで実施されていたショーである。内容は「砂漠の風にのって現れるアグラバーの“宝物”によるエキゾティックなダンスとパフォーマンス、そして激しいリズム」というショー。ベリーダンスが行われた。
基本的にキャラクターの登場は無い。東京ディズニーシー・シーズン・オブ・ハート開催中はスペシャルバージョンになり、ジーニーも登場した。
1日4〜6回の公演で、木曜日と金曜日が休演日に設定されていた。公演時間は約15分。

## パークワイド

### トランジットスチーマー・グリーティング
『トランジットスチーマー・グリーティング』 (Transit Steamer Greeting) は、2020年9月1日から2021年11月7日までパーク内の水域で行われたグリーティングショーである。2020年7月1日から8月31日までは、アトモスフィア扱いで時間非公開で公演された。
- 公演場所：東京ディズニーシーの水上
- 公演時間：約20分
- 公演期間:2020年9月1日〜2021年11月8日

## 関連
- 東京ディズニーシーのエンターテイメントの一覧
- 東京ディズニーシーのアトモスフィアの一覧
- 東京ディズニーシーのスペシャルイベントの一覧
- 東京ディズニーリゾートの花火の一覧